# Medophron leiopleurum
Medophron leiopleurum är en stekelart som beskrevs av Henry Keith Townes, Jr. 1983. Medophron leiopleurum ingår i släktet Medophron och familjen brokparasitsteklar. Inga underarter finns listade i Catalogue of Life.